# 140 "Pershing"
Les 140 dites  Pershing sont des locomotives à vapeur commandées par le corps des Royal Engineers de l'armée britannique (ROD), l'armée des États-Unis, la Compagnie du chemin de fer Paris-Lyon-Méditerranée, la Compagnie des chemins de fer de l'État et par la Compagnie du chemin de fer de Paris à Orléans.
L'appellation "Pershing" se réfère aux seules machines construites par Baldwin, qui deviendront in fine les 140 G de la SNCF quelle que soit la Région.
Les machines construites par Alco seront quand à elles les 140 H.

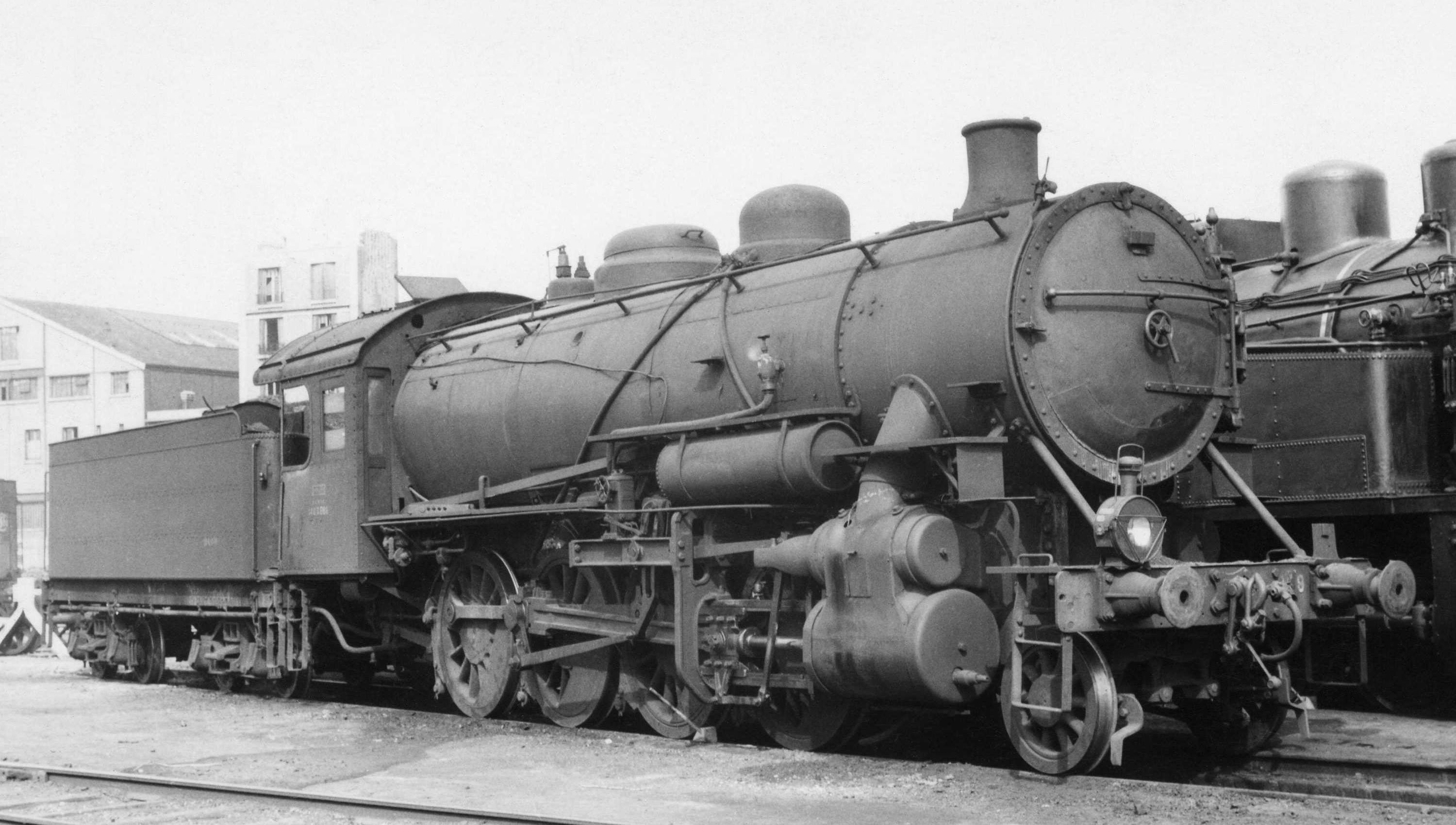
Une 140 « Pershing » ex-PLM.

## Origine

### Les machines du corps desRoyal Engineers
Ces machines sont commandées à la firme Baldwin Locomotive Works et construites entre les mois de mai et décembre 1917. La gestion de ces locomotives est confiée au ROD (Railway Operating Division) et elles sont acheminées directement sur le sol français, sans passer par l'Angleterre. Elles se distinguent des autres séries par l’absence de surchauffe.
Au nombre de 150, elles sont imatriculées 1351 à 1500.

### Les machines de l'United States Armyet de l'United States Navy
Ces machines, toutes munies d’un surchauffeur, sont commandées le 17 juillet, au même constructeur, à la suite de l'entrée en guerre le 2 avril 1917 des États-Unis. Cette commande étant également de 150 unités, doit être livrée pour le 1er octobre de la même année. Elle est suivie d'autres, concernant 1 690 unités supplémentaires pour l'US Army et de 6 unités pour l'US Navy.
La commande de machines pour l'US Navy peut surprendre, il est possible que ces machines puissent être destinées aux zones de débarquement portuaires de matériel américain. Les dernières locomotives sortent d'usine en mars 1919.
Sur ce nombre, 10 machines sont perdues en mer à la suite du torpillage du navire les convoyant : le Westover (en), et 5 machines restèrent sur le sol américain.
Le transport depuis l'Amérique est fait de deux manières différentes :
- machines démontées et mises en caisse puis remontées à l'arrivée dans des ateliers spécialisés
- machines partiellement montées : sans cabine et sans cheminée[1]

De plus, il est commandé à l'ALCo 150 machines différentes, toujours du type 140, (futures 140 H SNCF). Faisant suite à une commande française, ces locomotives adaptées aux conditions de circulation sur les réseaux français sont livrées à l'armée américaine entre septembre et novembre 1917 et certaines d'entre elles, sont utilisées par les réseaux américains avant leurs arrivées sur le sol français.
Les immatriculations sont pour l'US Army : 1 à 980 et 513 à 2180 et pour l'US Navy : 1 à 6. Il est à noter que les numéros des machines perdues en mer sont réattribués (n° 513, 560 à 562, 564 à 567, 573 et 575).
Ces locomotives portent une livrée grise, identique à la livrée grise de la marine américaine.

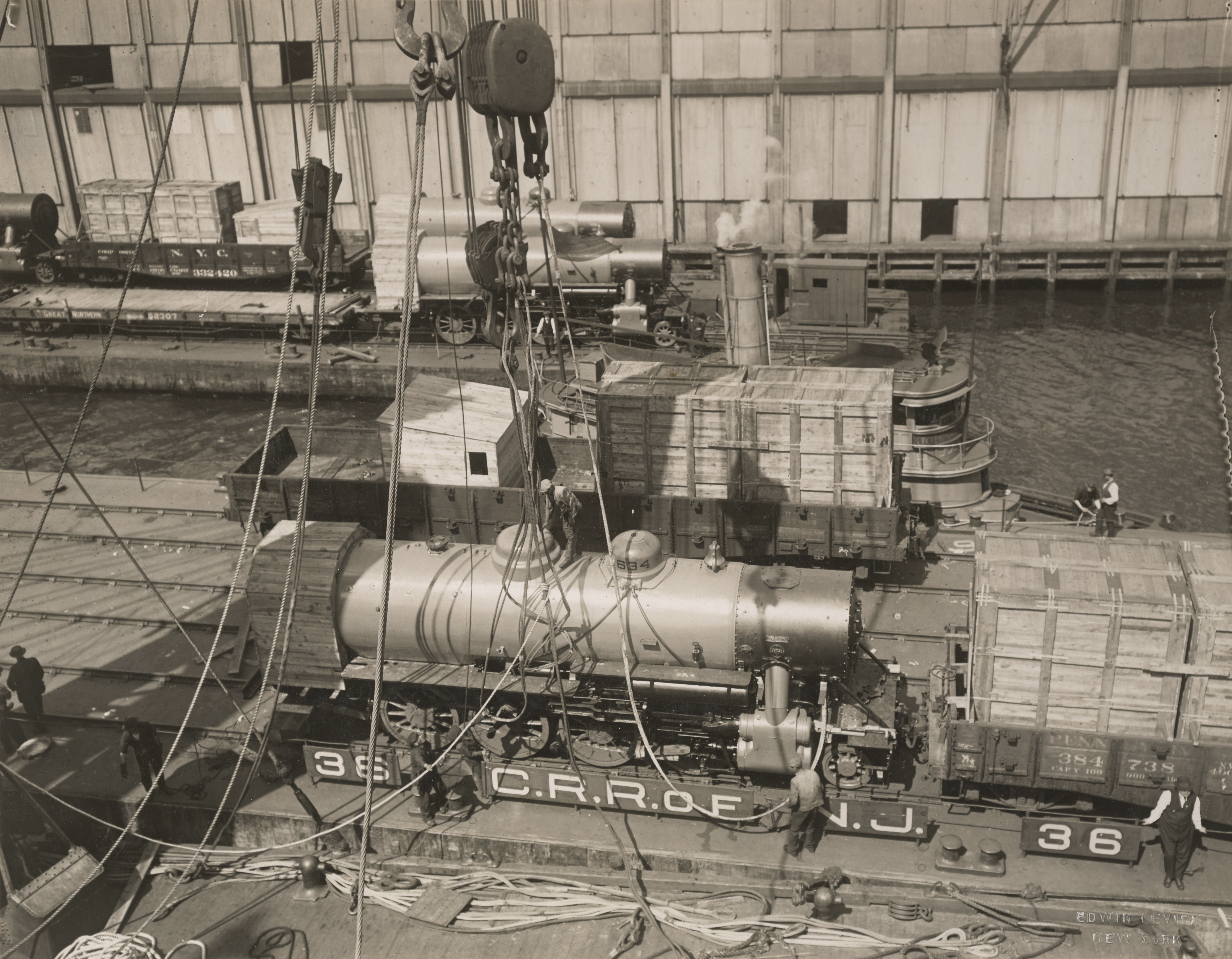
Des 140 "Pershing" prêtes à être embarquées.
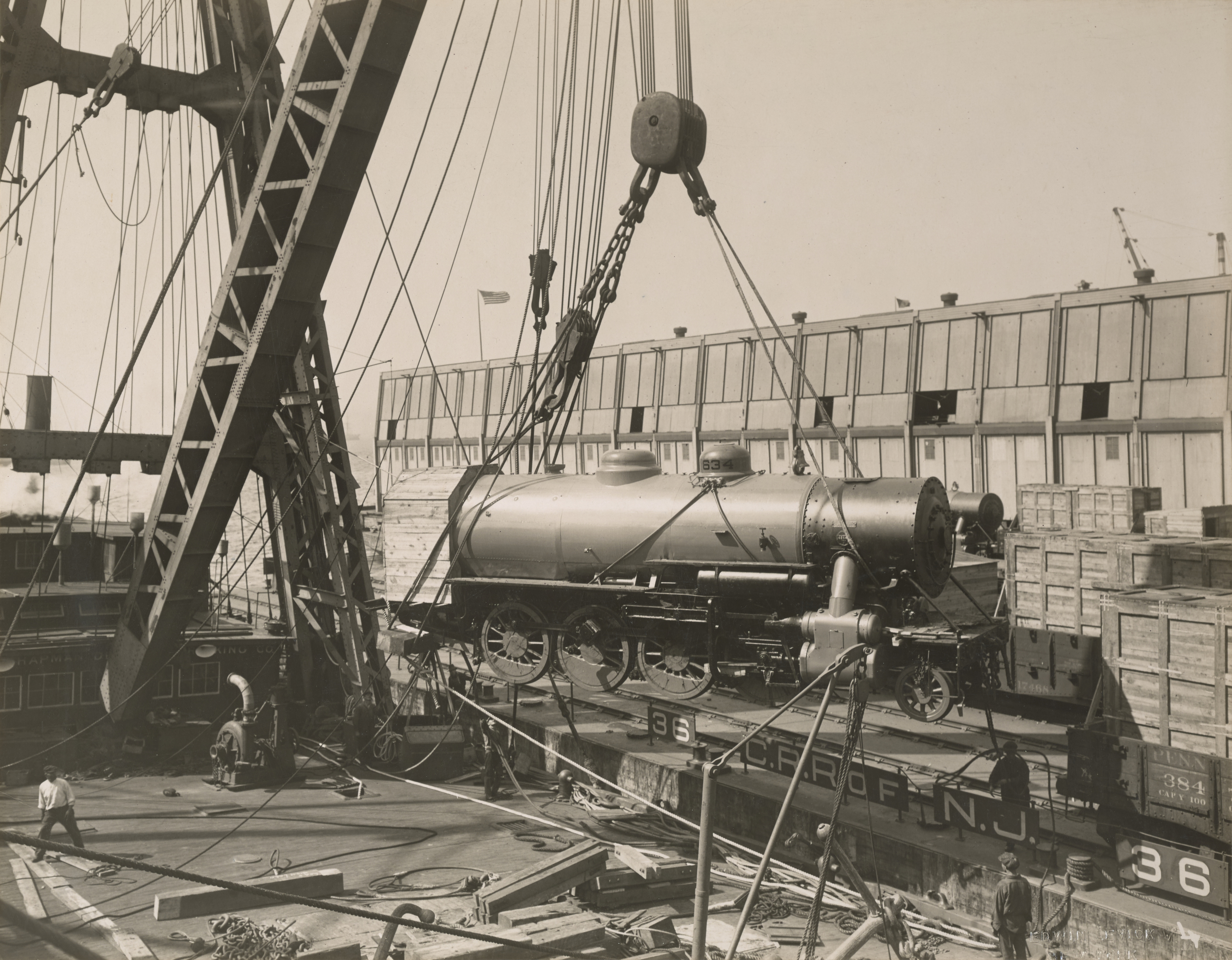
Chargement à l'aide d'une grue sur barge.
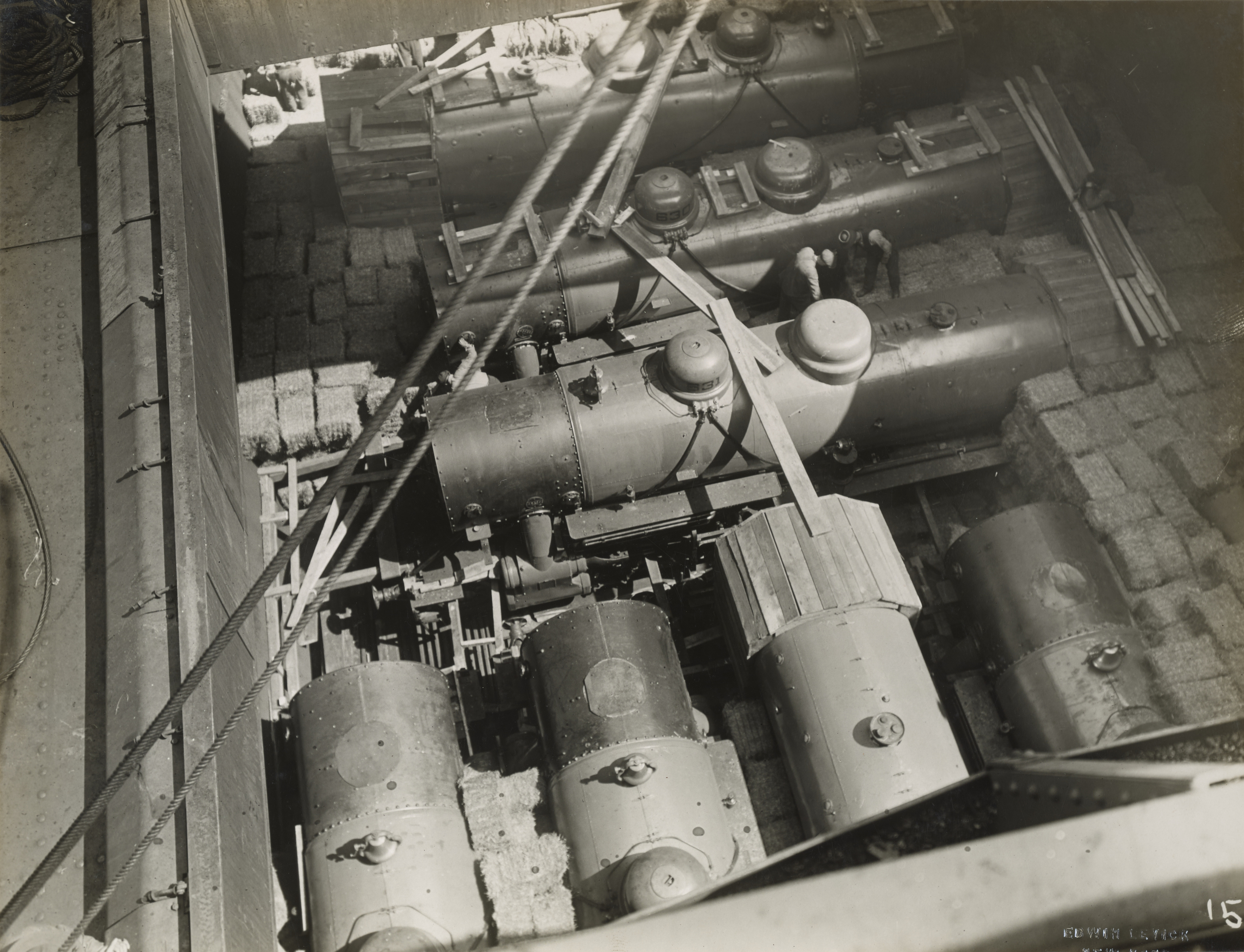
Dans la cale du navire, les locomotives sont immobilisées entre elles avec des bottes de paille.
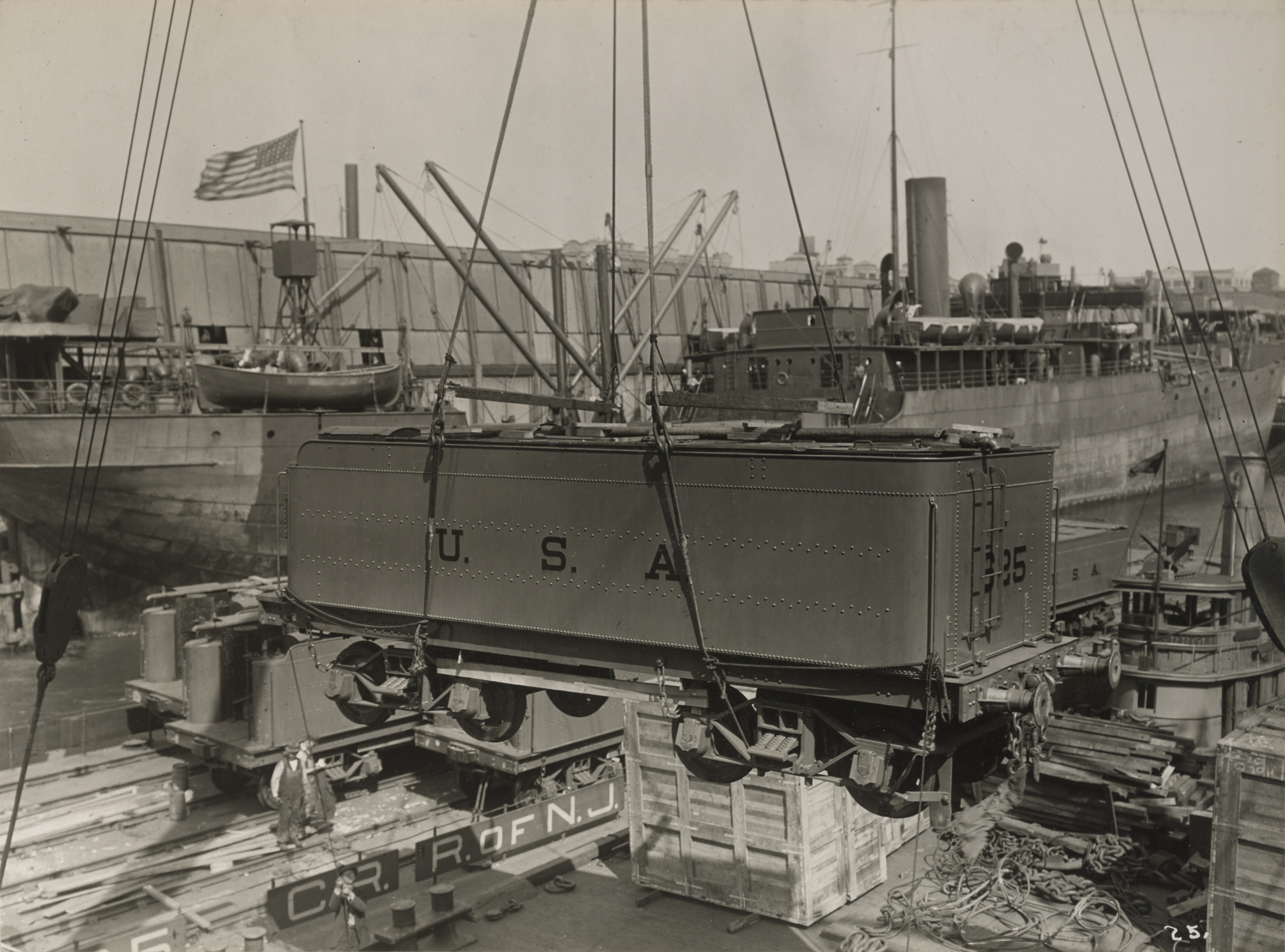
Chargement d'un tender.

### Les machines de laCompagnie du chemin de fer Paris-Lyon-Méditerranée
Ces machines sont commandées à la suite de l'incapacité de l'industrie nationale et à plus forte raison européenne de fournir des machines en grand nombre. Le cas n'est pas isolé car il fut commandé aussi des 141 pour la même compagnie et chez le même constructeur : ce seront les 141 PLM 1013 à 1129 (futures : 5-141 B 1 à 117 ).
Elles sont immatriculées 401 à 500.

### Les locomotives de laCompagnie des chemins de fer de l'État
Ces machines sont commandées pour les mêmes raisons que pour la compagnie PLM, mais construites par la firme ALCo et donc de facture différente.
Elles sont immatriculées 140.501 à 140.600.

### Les machines de laCompagnie du chemin de fer de Paris à Orléans
Ces machines sont commandées pour les mêmes causes, mais il s'agit, là aussi, de machines construites par l'ALCo et donc différentes.
Elles furent immatriculées 4101 à 4140.

## Utilisation par les armées

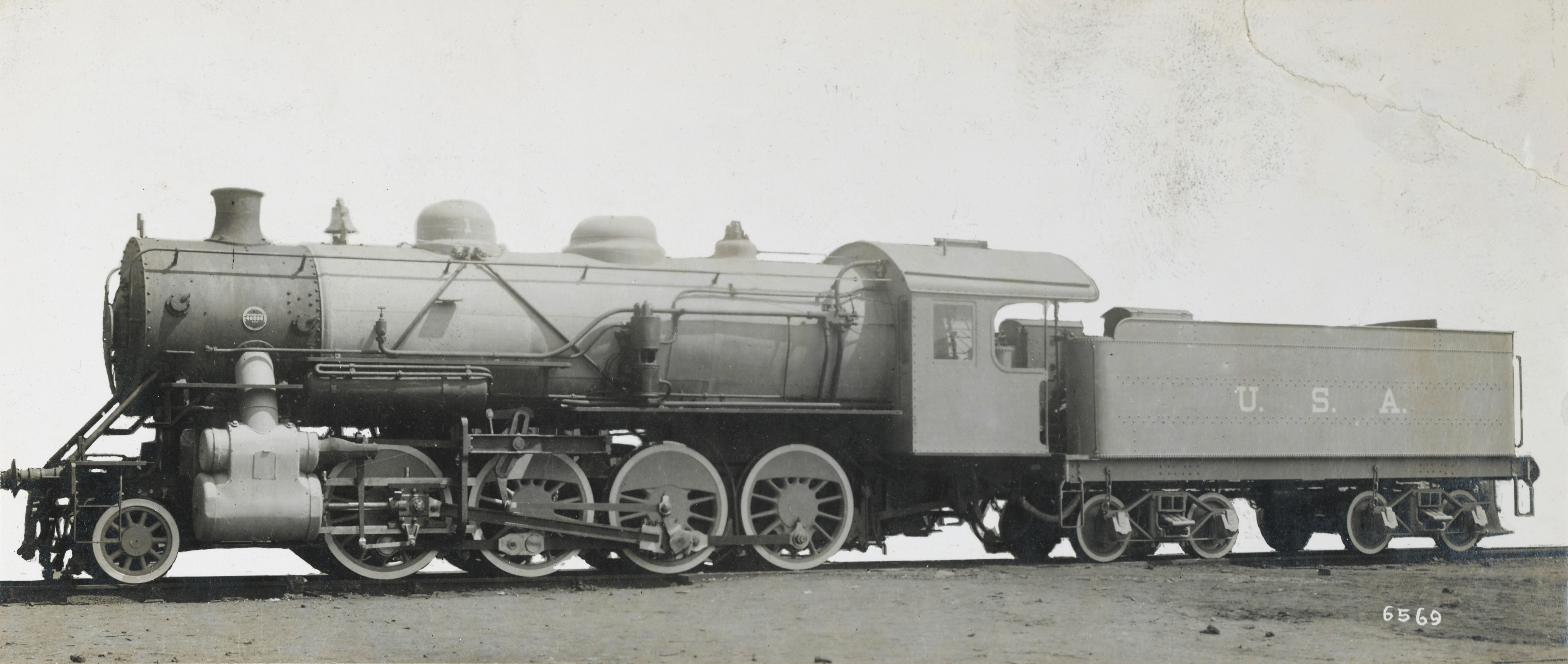
La première machine à sa sortie d'usine.

Les troupes américaines étant attendues sur le front d'Alsace-Lorraine, il faut organiser le transport du matériel depuis les ports de la côte atlantique, vers les dépôts de matériel à l'arrière du front.
Les machines sont donc employées à tracter des trains affectés aux troupes ou au matériel exclusivement américain depuis les ports suivants : Saint-Nazaire, Nantes et Brest pour l'itinéraire dit du nord et, depuis les ports de : Bassens, Pauillac et La Pallice pour l'itinéraire dit du sud.
Pour les locomotives britanniques, les départs se font depuis les ports de : Rouen, du Havre et de Cherbourg.
En octobre 1918 il ést prévu que 1 700 unités soient en service sur le sol français, mais par suite de retards dans les livraisons, il n'y a que 923 unités présentes, le reste arrive donc bien après la fin de la Première Guerre mondiale et le départ des troupes américaines et britanniques.
Toutes ces machines sont prises en compte dès lors par le « Ministère des Travaux Publics » avec pour numérotation : B 1 à 2180 (le B correspondant à Baldwin) et A 151 à 300 (le A correspondant à ALCo). La répartition des machines est prévue de 1919 à 1920.

## Répartition par le Ministère

### Cas desConsolidationd'origine britannique
Ces machines furent réparties à raison de :
- 32 machines pour les Chemins de fer de l’État belge où elles sont renumérotées : 3829 à 3900
- 113 machines pour la Compagnie des chemins de fer du Nord où elles sont renumérotées : 4.1551 à 4.1663

Sur les 150 produites, il manque donc 5 machines qui sont, soit détruites par faits de guerre, soit trop endommagées pour être réparées.

### LesConsolidationd'origine américaine
Pour celles-ci il faut distinguer trois catégories, à savoir :
- les machines effectivement utilisées par l'armée américaine qui portent le surnom de Pershing
- les machines en commande ou en construction après l'armistice qui portent le surnom de Felton
- et enfin, les machines acquises directement par le Ministère des travaux publics, grâce à la loi du 10 janvier 1919, l'autorisant à acquérir du matériel pour compenser le manque de moyens des compagnies ferroviaires, afin d'assurer le trafic. ces machines portent le surnom de Slade

Les Pershing sont payées par les compagnies au prix que fixe le Ministère et incorporées rétroactivement à la date du 3 octobre 1918. Pour les Felton et les Slade le prix est le prix réel et la date d'incorporation à l'effectif est celle des livraisons des locomotives.
Elles sont réparties à raison de :
- 296 Pershing, 119 Felton et 40 Slade pour la Compagnie des chemins de fer de l'État (sont comprises dans ces chiffres 45 machines construites par l'ALCo) où elles sont immatriculées : 140.1101 à 140.1510 et 140.1001 à 140.1045 pour les ALCo
- 106 Pershing, 32 Felton et 15 Slade pour la Compagnie des chemins de fer du Midi où elles furent immatriculées : 4201 à 4353
- 132 Pershing, 80 Felton et 30 Slade pour la Compagnie des chemins de fer du Nord où elles furent immatriculées : 4.1301 à 4.1542
- 388 Pershing, 127 Felton et 63 Slade pour la Compagnie du chemin de fer Paris-Lyon-Méditerranée (sont comprises dans ces chiffres 29 machines construites par l'ALCo) où elles sont immatriculées : 501 à 969 et 971 à 999  pour les ALCo
- 156 Pershing, 62 Felton et 27 Slade pour la Compagnie du chemin de fer de Paris à Orléans (sont comprises dans ces chiffres 76 machines construites par l'ALCo) où elles sont immatriculées : 7101 à 7349 et 7001 à 7076  pour les ALCo
- 61 Pershing et 22 Slade  pour le Réseau ferroviaire d'Alsace-Lorraine où elles furent immatriculées : G14 no 5701 à 5761 et G14 no 5801 à 5822
- 160 Pershing et 50 Felton pour la Compagnie des chemins de fer de l'Est où elles sont immatriculées : série 12s no 40.101 à 40.310

Les machines ex-US Navy étant comprises dans le lot attribué à la Compagnie du chemin de fer de Paris à Orléans.
En outre, 15 exemplaires initialement prévus pour la France sont cédés à la Roumanie en même temps que 48 locomotives prussiennes 'armistice".

## Carrière sous les anciennes compagnies

### Compagnie des chemins de fer de l'État
Cette compagnie reçut un total de 455 locomotives qui furent incorporées de 1919 à 1922 et numérotées 140.1101 à 140.1510 et 140.1001 à 140.1045. Ces machines firent l'objet de modification pour certaines d'entre elles, tel que : mise en place d'une porte de foyer autoclave, pose d'une voûte en brique dans le foyer, renforcement et modification du cendrier, pose d'une porte de boîte à fumées de type « État », modification des contrepoids des roues, etc.
Une dizaine de machines furent munies d'un échappement de type « Lemaître ».
C'est sur ce réseau que disparut la première locomotive avec l'explosion de la chaudière de la 140.1344 en gare de La Pallice le 3 septembre 1920.
Une autre machine, la 140.1387, équipée de la chauffe au fioul depuis août 1933, fut choisie par André Chapelon pour passer au banc d'essais de Vitry du 3 juin au 12 décembre 1934 afin de comparer la chauffe au charbon et la chauffe au fioul.

### Compagnie des chemins de fer du Midi
Cette compagnie reçut un total de 153 locomotives qui sont incorporées en 1923 et numérotées 4201 à 4353. Cette compagnie ne fit réaliser que peu de modifications sur ses machines. Ainsi elles ont conservée la porte de boîte à fumée d'origine américaine qui était petite et mal adaptée au retubage de la chaudière ou au nettoyage de la boîte à fumée.
Les 4350 et 4351 bénéficièrent cependant de la mise en place d'un réchauffeur de type « ACFI ».
La 4240 a, elle aussi, explosé le 19 août 1923 mais elle fut réparée et continua son service.
Lors de la fusion avec la Compagnie du chemin de fer de Paris à Orléans les machines survivantes sont renumérotées : 140.201 à 140.353.
Les machines d'origine ALCo ne connaissent que peu de modifications avec la pose dun échappement de type : « Kylälä » ou « Kylchap » ou encore à trèfle.
Lors de la fusion avec la Compagnie du chemin de fer de Paris à Orléans les machines survivantes furent renumérotées : 140.701 à 140.776.

### Compagnie des chemins de fer du Nord
Cette compagnie reçut un total de 242 locomotives, numérotées 4.1301 à 4.1542, plus les 113 locomotives Baldwin ex-ROD qui étaient numérotées 4.1551 à 4.1663. De même que sur le réseau de l'État, au cours de leurs carrières, ces machines subissent différentes modifications : application d'une porte de boîte à fumée de type « Nord », remplacement de la porte du foyer, pose de marchepieds à l'arrière de la cabine, modification des contrepoids des roues, etc. En décembre 1937 il manque déjà à l'effectif, les 4.1552, 4.1606, 4.1614, 4.1643 et 4.1660.
De plus 21 machines ont détachées pendant un certain temps sur le réseau du Nord-Belge.
Vingt-deux des locomotives d’origine ROD ont transformées avec l’installation d’un surchauffeur (numérotées 140 D 1 à 22 à la SNCF), devenant de ce fait identiques aux Pershing, Felton et Slade.

### Compagnie du chemin de fer Paris-Lyon-Méditerranée
Cette compagnie reçut donc un total de 578 locomotives immatriculées 501 à 969 et 971 à 999 en plus des 100 machines commandées directement à l'industrie américaine immatriculées 401 à 499. Celles-ci figuraient à l'effectif de 1919 et il faudra attendre 1922 pour y voir figurer les ex-militaires. Les 130 machines mutées du PO ne furent, dans un premier temps, pas réimmatriculées et conservèrent les numéros PO.
En 1925 à la suite de la nouvelle numérotation toutes les machines prirent les immatriculations : 140 G 1 à 649, avec les 140 G 454 à 523 et les 140 G 640 à 649 ex-PO.
Lors de la deuxième mutation les nouvelles venues prirent les immatriculations : 140 G 650 à 699.
La compagnie fit procéder à de multiples modifications sur la plupart du parc : pose d'une voûte dans le foyer, mise en place d'une porte de foyer de type « PLM », réduction de la surface de grille, pose d'une grille fixe et modification du cendrier, remplacement de la porte de la boîte à fumée par une de type « PLM », pose de marchepieds à l'arrière de la cabine, modification des contrepoids des roues, pose d'un échappement à trèfle du type « Petticoat », etc.

### Compagnie du chemin de fer de Paris à Orléans
Cette compagnie reçut donc un total de 245 locomotives numérotées 7101 à 7349 et 7001 à 7076 mais très vite un certain nombre fut loué à la Compagnie du chemin de fer Paris-Lyon-Méditerranée et en 1924 80 machines furent cédées au PLM. En 1929 ce furent 50 machines qui changèrent de propriétaire et ce toujours au bénéfice du PLM.
Quelques modifications eurent lieu tel que : remplacement de la porte de la boîte à fumée par une de type « PO », remplacement de l'échappement avec pas moins de cinq types différents, pose d'une voûte dans le foyer, etc.
Lors de la fusion avec la Compagnie des chemins de fer du Midi 2 machines avaient disparu des inventaires : la 7209 en 1930 et la 7328 en 1933 et les survivantes prirent l'immatriculation : 140.401 à 140.649.

### Réseau ferroviaire d'Alsace-Lorraine
Cette compagnie reçut un total de 83 locomotives et fit la distinction entre les Pershing et les Slade d'où les deux numérotations (G14 no 5701 à 5761 et G14 no 5801 à 5822). Mis à part les G14 5735 et G14 5810 qui eurent un réchauffeur de type « Knorr » et des G14 5717 et G14 5732 qui n'eurent jamais de réchauffeur toutes les autres unités furent équipées d'un réchauffeur de type « ACFI ». En 1936 furent vendues aux chemins de fer de De Wendel les 5728 et 5732 et en 1938 ce fut la 5714.
Dans les années 1930 les 5706 et 5813 furent mutées sur le réseau ferroviaire de la Société royale grand-ducale des chemins de fer Guillaume-Luxembourg et en 1937, 29 machines furent louées à la Compagnie des chemins de fer de l'Est 29.

### Compagnie des chemins de fer de l'Est
Cette compagnie reçut un total de 210 locomotives immatriculées 40.101 à 40.310 dans la série 12s. Elle les employa en tête de trains de marchandises dans les mêmes conditions que les 140 Est 4003 à 4175 (futures : 1-140 A 3 à 175 ) et les G8.1 (futures : 1-040 D).
Au cours de leurs carrières elles connurent différentes modifications : mise en place d'une porte de foyer de type « Est », renforcement du ciel du foyer et mise en place de briques, jette-feu de type « Est » et renforcement du cendrier, remplacement de la porte de boîte à fumée par une de grand diamètre de type « Est », application d'un surchauffeur du type « Dûchatel-Mestre », rehausse de cheminée, etc.
Quelques unités furent munies d'un réchauffeur de type « Dabeg ».

## Carrière à la SNCF
En 1938, la SNCF, tout juste créée, avait à l’effectif 1408 locomotives "Pershing" dont les capacités à tirer des trains lourds seront bienvenues.
Pendant la Seconde Guerre mondiale, l’occupant allemand réquisitionna plusieurs centaines de "Pershing" dont 300 auraient été utilisées par l'Ostbahn : les chemins de fer du Gouvernement général en Pologne occupée.
Certaines "Pershing" ont également été envoyées en Belgique occupée pour compenser la réquisition des locomotives "Armistice" qui composaient une grande partie de la flotte de la SNCB. Temporairement désignées type 2, 3 et 4,,, toutes seront restituées à la SNCF après la guerre.
En revanche, parmi les locomotives envoyées à l’est, au moins 130 s’y trouvaient toujours en 1945 et ne seront pas restituées. Ce chiffre s’ajoute aux locomotives détruites par le conflit.
Les "Pershing" subsistantes seront utilisées par la SNCF jusqu’au milieu des années 1950. Aucune ne fut préservée.

## Carrière à l’étranger

### Chemins de fer de l’État Belge
Les Chemins de fer de l’État Belge se voient attribuer 32 machines ex-ROD qui sont immatriculées dans le type 39 avant d’être revendues à la Roumanie en 1924. Leur forte consommation en combustible (plus importante que celle de machines munies de la surchauffe) est responsable de leur rapide mise au rebut.
De nombreuses locomotives ex-ROD, construites aux États-Unis de disposition 020ST, 030T, 131ST et 230 sont également utilisées en Belgique jusque dans les années 1960.

### Chemins de fer polonais (PKP)
À la création de la Pologne, beaucoup de locomotives allemandes, russes et austro-hongroises se retrouvent à l’effectif des chemins de fer polonais. Toutefois, ce parc hétéroclite compte peu de locomotives pour trains de marchandises lourds, notamment les trains de charbon.
Après avoir envisagé d’acheter des 140 "Pershing" vendues comme surplus, les chemins de fer polonais commandent 150 machines neuves construites par Baldwin entre 1919 et 1920 et 25 unités supplémentaires en 1922. Immatriculées dans la série Tr20, elles sont brièvement utilisées sur des trains lourds avant d’être utilisées sur des services moins importants. Celles qui survivent à la Seconde Guerre mondiale roulent jusqu'en 1974.
Pendant la Seconde Guerre mondiale, les Allemands récupèrent le matériel roulant polonais et y affectent aussi de nombreuses locomotives "Pershing" réquisitionnées auprès de la SNCF. Après la guerre, une partie d'entre elles se retrouve de l’autre côté du rideau de fer et elles auraient été mises à la ferraille dans les années 1950, après plusieurs années d’immobilisation, faute d’avoir réussi à conclure un accord pour leur rapatriement. Aucune "Pershing" ex-SNCF n’aurait intégré durablement les effectifs des PKP, mais deux locomotives gravement endommagées impossibles à identifier ont été réparées et remises en service après la guerre.

### Chemins de fer roumains (CFR)
En plus des 15 exemplaires initialement cédés à la Roumanie, 50 exemplaires construits par Baldwin et Montreal Locomotive Works furent commandés et livrés en 1920. Leur carrière se termine entre 1970 et 1977. Les machines venues de Belgique, dépourvues de surchauffe, connurent une carrière plus courte et auraient été radiées ou cannibalisées dès les années 1930.

### En conclusion
Sur cette période, si de nombreuses machines furent modifiées par les anciennes compagnies avec leurs apparaux, certaines modifications furent communes tel : remplacement des tampons graisseurs des dessous des boîtes à huile, modification de la grille à flammèche, application d'un enregistreur de vitesse et du système de vigilance des signaux, etc.
De plus, il faut constater une grande disparité dans la vitesse limite des machines; en effet la Compagnie des chemins de fer du Nord autorisa ses machines jusqu'à 90 km/h alors que le Réseau ferroviaire d'Alsace-Lorraine les limita à 65 km/h. La Compagnie du chemin de fer de Paris à Orléans limita les siennes à 80 km/h et pour toutes les autres compagnies ce fut la vitesse de 70 km/h qui fut la limite.
En raison de la puissance dont elles disposaient la plupart de ces machines furent affectées aux trains de marchandises où leur vitesses limites n'étaient pas une gêne. Malgré tout, ces trains furent des trains exigeant peu de manœuvres car ces machines avaient pour défaut (entre autres, voir le chapitre description) un levier de changement de marche peu pratique.
Néanmoins sur le réseau du Midi elles firent quand même du service voyageur.

## Description
Ces locomotives qui sont toutes construites par Baldwin, sont équipées d'un moteur à simple expansion à deux cylindres de 533 mm de diamètre, avec une distribution du type « Walschaerts ».
La chaudière, alimentée en eau par deux injecteurs « Hancock » est dotée d'un foyer « Crampton » à grille étroite, d'une surface de 3 m2, profonde et non inclinée, ce qui rend la chauffe difficile. La forme à deux niveaux de la sablière et du dôme de prise de vapeur, ést typique des constructions Baldwin de cette époque.
Conformément à la pratique américaine le châssis à longerons en barres ést entretoisé avec le bloc-cylindres, sur lequel ést fixée la boîte à fumée qui repose également sur l'avant du châssis par l'intermédiaire de deux barres  rigides. La façade avant de cette boîte à fumée ést typiquement américaine, avec une petite porte proéminente maintenue fermée par un grand nombre de taquets de verrouillage ; l'évacuation des résidus imbrûlés se faisant par un conduit de vidange, placé au bas devant la colonne d'échappement. Ces locomotives qui sont construites au gabarit britannique, avaient une cabine de conduite positionnée très basse.

## Tenders

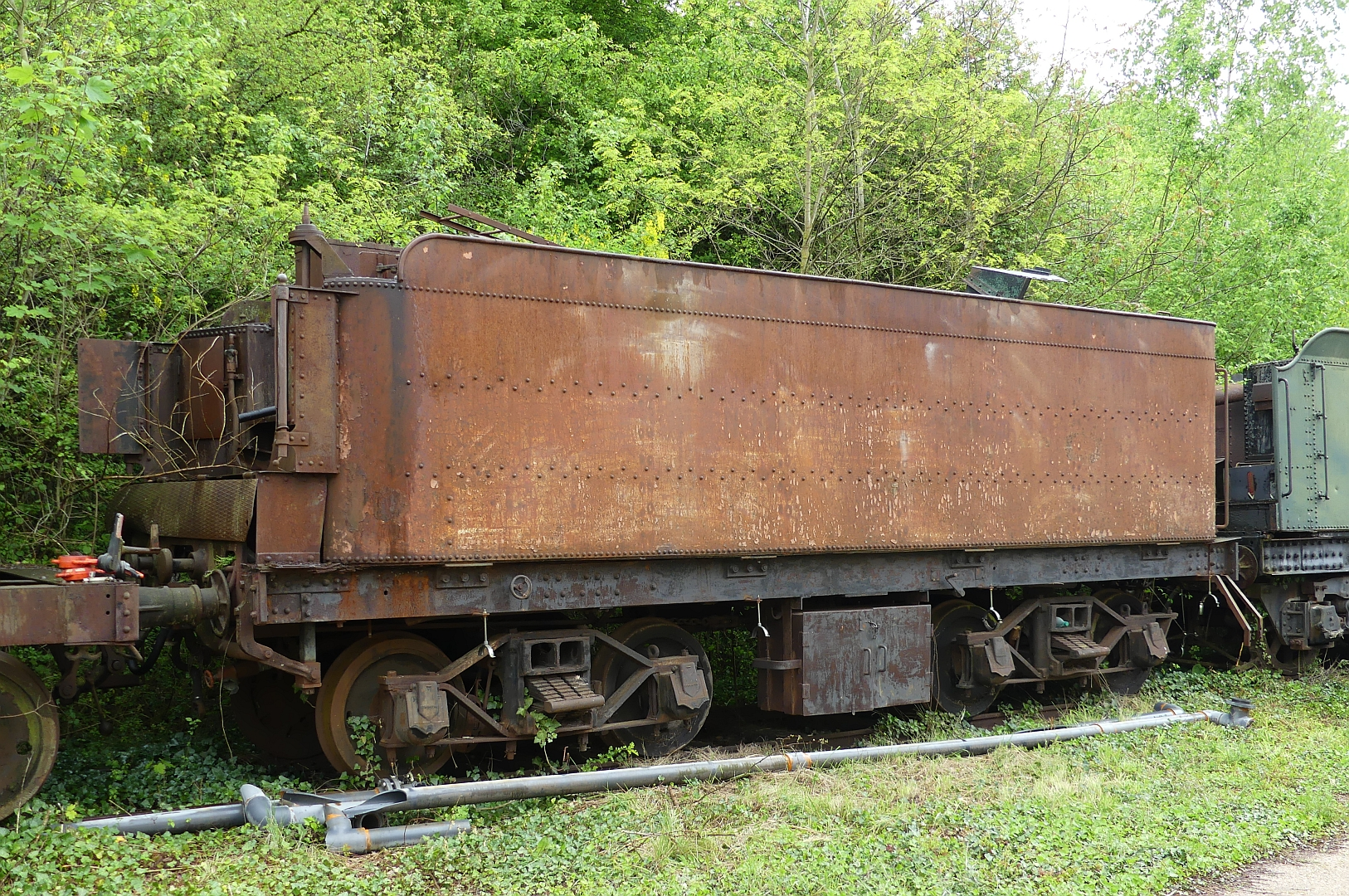
Le tender 24 A 30 préservé par l'AJECTA.

Le tender est de conception typiquement américaine de cette époque avec une caisse longue sans rehausse à combustible, d'une capacité en eau de 20,4 m3 et de 8,3 tonnes de charbon, pour une tare de 23 tonnes. Cette caisse repose sur un châssis en longerons rivetés, reposant lui-même sur deux bogies « Diamond » à longerons en fer plats (type « Archbar »), et équipés de boîtes d'essieux à coussinets « Symington ». Sa longueur hors-tout est de 8,5 m.

## Caractéristiques
- Surface de grille : 3,038 m2
- Surface de chauffe : 173 m2

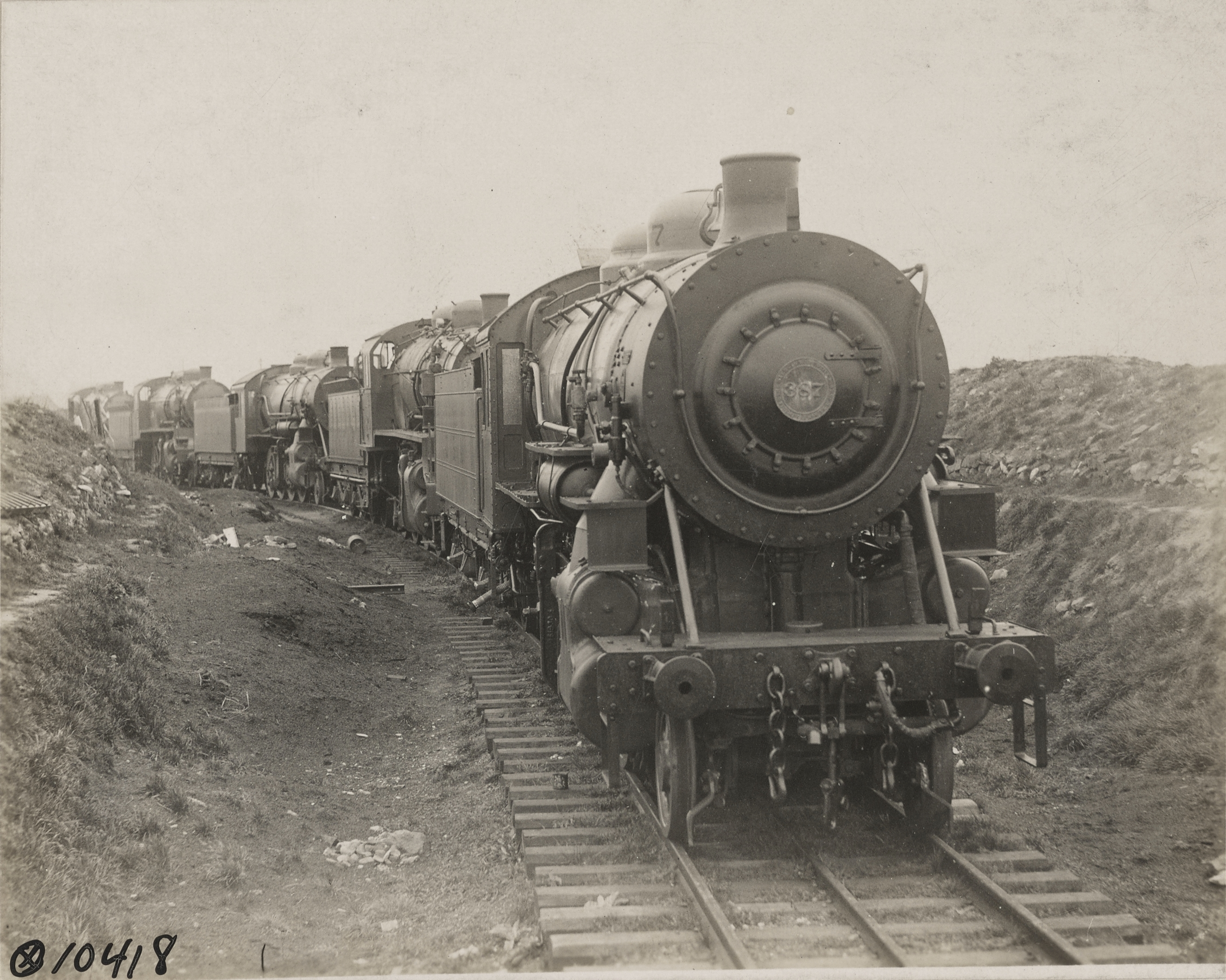
Un groupe de locomotives neuves garé à Saint-Nazaire en avril 1918.

- Surface de surchauffe : 39 m2
- Nombre d'éléments : ?
- Nombre de cylindres : 2 à simple expansion
- Diamètre cylindres : 533 mm
- Course pistons : 711 mm
- Pression de la chaudière : 13,3 kg/cm2
- Diamètre des roues motrices : 1 422 mm
- Diamètre des roues du bissel : 838 mm
- Masse à vide :  tonnes
- Masse en ordre de marche : 75,5 tonnes
- Masse adhérente : 68,04 tonnes
- Longueur hors tout de la locomotive seule :  m
- Puissance maximum indiquée : 1 030 kW
- Puissance maximum à la jante : kW
- Puissance maximum au crochet du tender : kW
- Effort de traction maximum : 158 kN
- Vitesse maxi en service : 65 à 90 km/h

Tender :
- Tare du tender : 49,44 tonnes
- Capacité en eau : 20,5 m3 (5 400 US Gallons)
- Capacité en charbon : 8,3 tonnes
- Masse du tender en ordre de marche : 78,24 tonnes
- Masse totale locomotive + tender : 153,7 tonnes
- Longueur du tender :  m
- Longueur totale locomotive + tender :  m

## Machines subsistantes
Aucune des "Pershing" françaises n'a survécu, mais un tender, plus tard couplé à la 140 A 259 est préservé par l'AJECTA.
En 2016, il reste trois machines : deux aux États-Unis, jamais envoyées en Europe car utilisées dans des arsenaux dès leur construction, et une en Roumanie.
Aux États-Unis, l'une est l'US Army No. 101, construite par BALDWIN en mai 1918 sous le no 48714. Elle est actuellement présentée de manière statique au National Railroad Museum. L'autre est la No. 300, utilisée sur le chemin de fer de l'état du Texas (Texas State Railroad), également construite par BALDWIN.
En Europe, en Roumanie, il s'agit de la locomotive CFR no 140 117, construite par BALDWIN en 1920 sous no 53343.

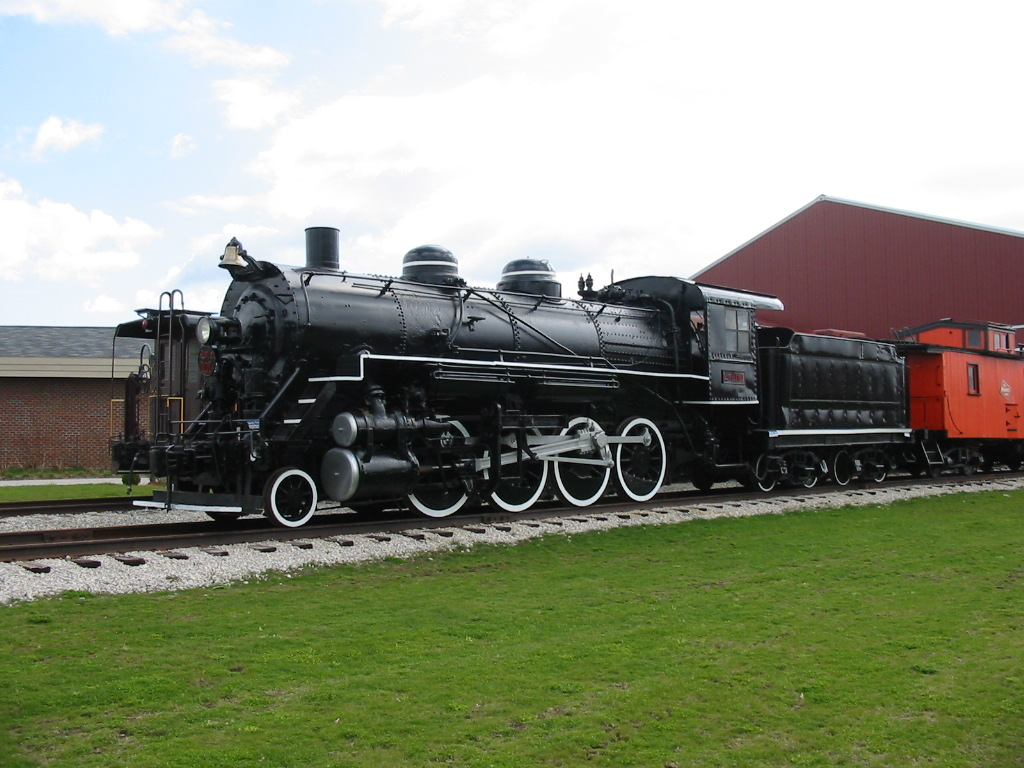
La « Pershing » US Army No. 101 préservée au National Railroad Museum de Green Bay.
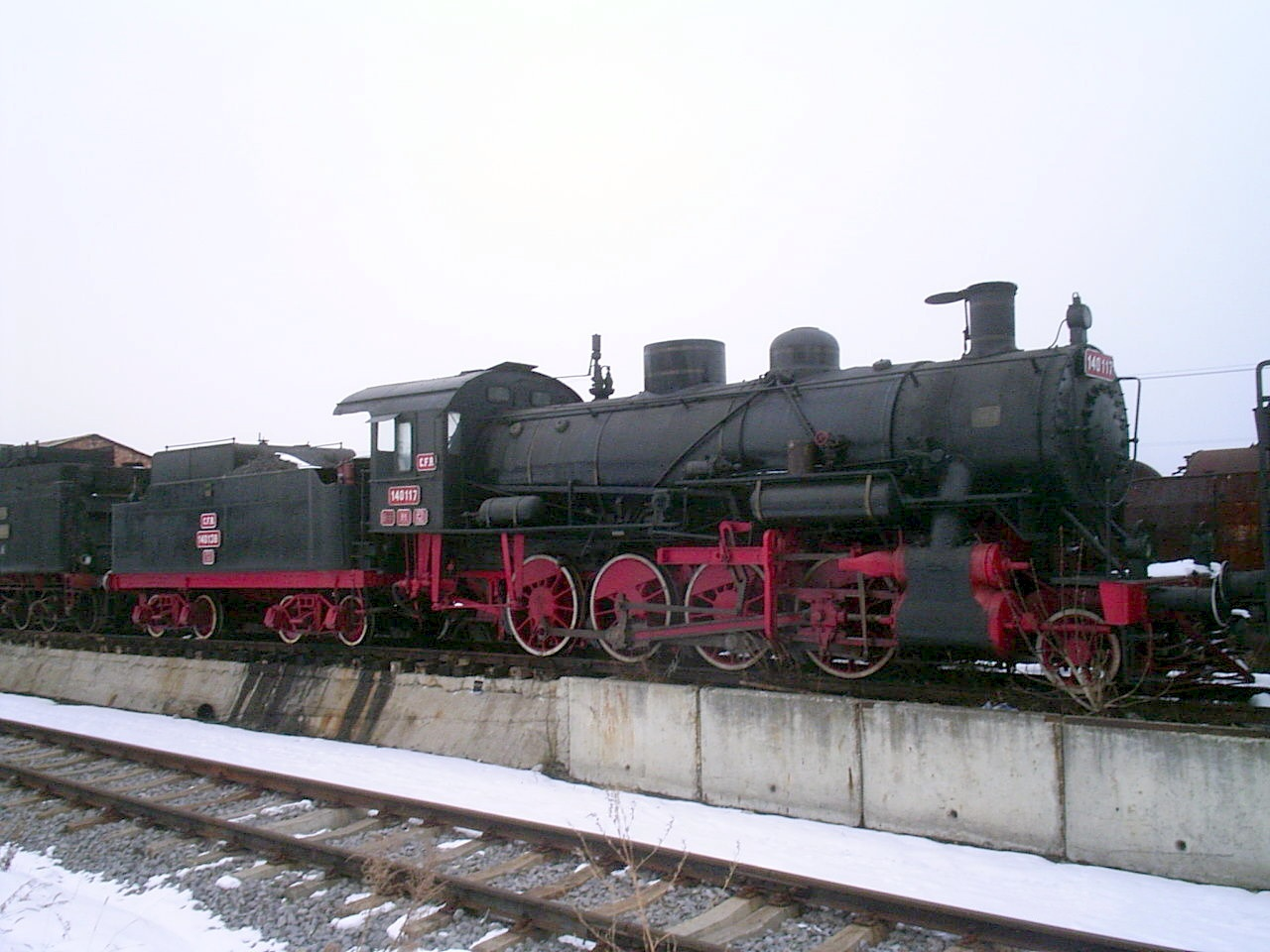
La 140 « Pershing » No. 117 préservée sur les chemins de fer roumains.
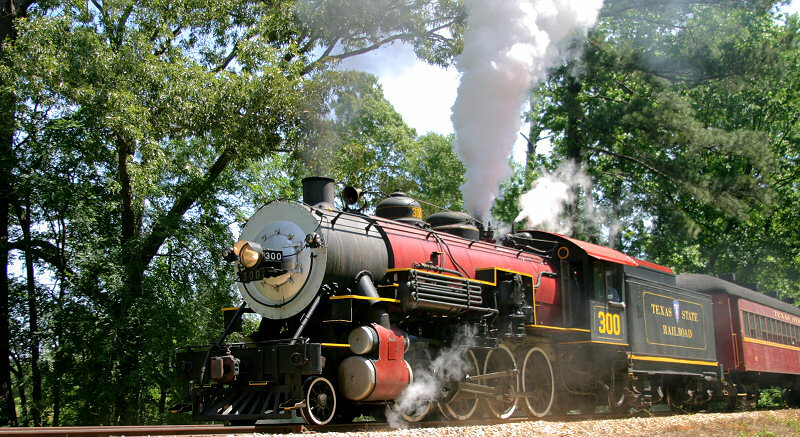
La « Pershing » No. 300 préservée sur le Texas State Railroad dans l'État du Texas.

## Modélisme
Aucun industriel n'a reproduit ces séries de machines mais plusieurs artisans et fabricants de haut de gamme se sont penchés sur leur cas.
À l'échelle HO :
- l'artisan anglais Keyser l'a reproduite sous forme de kit à monter principalement en métal blanc. Elles étaient importées en France par Jouef/MKD
- l'artisan anglais DJH Model Loco l'a aussi reproduite sous forme de kit à monter principalement en métal blanc
- l'artisan français Trans-Europ l'a jadis reproduite en kit laiton
- Fulgurex, fabricant suisse de matériel haut de gamme, a produit diverses versions montées et peintes en laiton.